# Flora (Mississippi)
Pour les articles homonymes, voir Flora.
Flora est une ville située dans le comté de Madison, dans l'État du Mississippi aux États-Unis. Lors du recensement de 2000, sa population s'élevait à 1 546 habitants.